# コルポデラ目
コルポデラ目(Colpodellida)はアピコンプレックス門に近縁な単細胞真核生物の一群である。

## 特徴
2本の鞭毛を持ち遊泳するが、光合成性のものは鞭毛を持たない時期が主である。

## 分類
アルベオラータのうち、アピコンプレックス門に対して姉妹群である。アピコンプレックス門に含めて扱う場合もある。コルポデラ目の内部は系統関係に応じて以下の4科に分類している。
- ビトレラ科 Vitrellaceae Oborník & Lukeš, 2012[4]
光合成性で多層の細胞壁をまとった不動性の細胞。多数の自生胞子(autospore)を含む自生胞子嚢(autosporangium)や、2本の不等長の鞭毛を持つ遊走子(zoospore)多数を含む遊走子嚢(zoosporangium)を形成する。Vitrella brassicaformis1属1種のみが知られている。
- コルポデラ科 Colpodellaceae Adl et al., 2019
従属栄養性でColpodella, Chilovora, Voromonasの3属が知られている。
- クロメラ科 Chromeraceae Oborník & Lukeš, 2012[4]
光合成性で、不動性の球形の細胞が二分裂で増殖する。2本の不等長の鞭毛を持つ遊走子が生じる。Chromera velia1属1種のみが知られている。
- アルファモナス科 Alphamonaceae Adl et al., 2019
従属栄養性でAlphamonas属のみが知られている。

従属栄養性のものはコルポデラ類(colpodellids)、光合成性のものはクロメラ類(chromerids)とよばれているが、これは系統を反映していない。またコルポデラ目には自由生活性の生物だけでなく、Piridium属のようにグレガリナ類に似た（広義の）共生体も含まれている。

## 歴史
コルポデラ目の生物の発見は古く、他の原生生物に付着してその細胞質を捕食する鞭毛虫Colpodellaが記載された1865年に遡る。これが微細構造の共通性から1993年にアピコンプレックス門に含められ、コルポデラ目が設立された。その後、サンゴ礁から見出された光合成性の鞭毛虫Chromeraが系統解析でコルポデラ類と近縁であることが示された。従属栄養性のコルポデラ類と、光合成性のクロメラ類の関係ははっきりしていなかったが、2015年に両者はいずれも単系統ではなく互いに入れ子になっていることが示され、chrompodellidsと総称されるようになった。また2019年以降、形態的にはグレガリナ類に良く似た広義の共生体が含まれていることが明らかになっている。